# Topobea amplifolia
Topobea amplifolia är en tvåhjärtbladig växtart som beskrevs av Frank Almeda. Topobea amplifolia ingår i släktet Topobea och familjen Melastomataceae.
Artens utbredningsområde är Costa Rica. Inga underarter finns listade i Catalogue of Life.